# مالین گوستافسون
مالین گوستافسون (انگلیسی: Malin Gustafsson؛ زادهٔ ۲۴ ژانویهٔ ۱۹۸۰) بازیکن فوتبال اهل سوئد است.
وی همچنین در تیم ملی فوتبال زنان سوئد بازی کرده‌است.